# The Saga Continues (álbum de Wu-Tang Clan)
The Saga Continues é o sétimo álbum de estúdio do grupo de hip hop Wu-Tang Clan e seu produtor de longa data Mathematics, lançado em 13 de outubro de 2017 pela eOne. O nome do grupo no álbum foi encurtado para "Wu Tang" - sem o "Clan" - devido fato de que o álbum apresenta todos os membros do Wu-Tang, exceto U-God devido a problemas com o grupo sobre direitos autorais. Ele também tem participação de Streetlife, Redman, Sean Price e outros. O produtor Mathematics explicou: "É um álbum do Wu-Tang, é claro, [mas] não pode ser um álbum completo do Wu-Tang Clan sem [U-God]".
The Saga Continues foi lançado com dois singles, "People Say" e "Lesson Learn'd", ambos com participação de Redman. O álbum estreou em #15 lugar nas paradas da Billboard 200 e em #1 nos Álbuns Independentes, tendo vendido 19.461 cópias na primeira semana, e incluindo os streams foram 24.613 cópias.

## Faixas
| N.º | Título                                                                  | Duração |  |
| 1.  | "The Saga Continues Intro" (part. RZA)                                  | 1:31    |  |
| 2.  | "Lesson Learn'd" (part. Inspectah Deck & Redman)                        | 3:22    |  |
| 3.  | "Fast And Furious" (part. Hue Hef & Raekwon)                            | 3:42    |  |
| 4.  | "Famous Fighters (Skit)"                                                | 1:20    |  |
| 5.  | "If Time is Money (Fly Navigation)" (part. Method Man)                  | 3:53    |  |
| 6.  | "Frozen" (part. Chris Rivers, Killah Priest & Method Man)               | 4:09    |  |
| 7.  | "Berto And The Fiend" (part. Ghostface Killah)                          | 0:45    |  |
| 8.  | "Pearl Harbor" (part. Ghostface Killah, Method Man, RZA & Sean Price)   | 4:59    |  |
| 9.  | "People Say" (part. Redman & Wu-Tang Clan)                              | 4:24    |  |
| 10. | "Family (Skit)"                                                         | 1:06    |  |
| 11. | "Why Why Why" (part. RZA & Swnkah)                                      | 4:00    |  |
| 12. | "G'd Up" (part. Method Man, Mzee Jones & R-Mean)                        | 4:25    |  |
| 13. | "If What You Say Is True" (part. Streetlife & Wu-Tang Clan)             | 3:55    |  |
| 14. | "Saga (Skit)" (part. RZA)                                               | 0:58    |  |
| 15. | "Hood Go Bang!" (part. Method Man & Redman)                             | 1:32    |  |
| 16. | "My Only One" (part. Cappadonna, Ghostface Killah, RZA, Steven Latorre) | 4:44    |  |
| 17. | "Message"                                                               | 2:05    |  |
| 18. | "The Saga Continues Outro" (part. RZA)                                  | 0:45    |  |